# Dymasius flavimembris
Dymasius flavimembris är en skalbaggsart som beskrevs av Hüdepohl 1989. Dymasius flavimembris ingår i släktet Dymasius och familjen långhorningar. Inga underarter finns listade i Catalogue of Life.